# Umbrícia (gens)
A gens Umbricia foi uma família plebeia menor em Roma antiga. Apenas alguns membros dessa gens são mencionados por escritores romanos, mas eles haviam alcançado rank senatorial no século II. Os mais famosos dos Umbricii são provavelmente o arúspice Gaius Umbricius Melior, que serviu os imperadores do meio do primeiro século, e Aulus Umbricius Scaurus, um comerciante de Pompéia cujos molhos de peixe eram amplamente distribuídos. Quintus Umbricius Proculus foi um governador do século II de Hispânia Citerior. Muitos outros Umbricii são conhecidos por inscrições.

## Origem
O nomen Umbricius pertence a uma classe de gentilicias formadas a partir de cognomina que terminam em -ex e -icus. O sobrenome Umbricus refere-se a um nativo de Úmbria, e, portanto, é cognato com os nomina das gentes Úmbria, Umbrena, e Umbrilia, indicando que seus ancestrais eram provavelmente Umbrianos.

## Prenomes
Os principais praenomina dos Umbricii eram Aulus, Gaius, Lucius, e Quintus, todos comuns ao longo da história romana. Eles ocasionalmente usavam outros nomes comuns, incluindo Marcus, Sextus, e Publius.

## Ramos e cognomina
Embora o maior número de inscrições dessa gens venha da cidade de Roma, uma família substancial dos Umbricii parece ter vivido em Pompéia, na Campânia, onde se dedicaram à fabricação de molhos de peixe que eram amplamente vendidos na Itália, Gália, e no norte da África, e foram proeminentes na vida cívica da cidade. Embora Pompéia tenha sido destruída pela erupção do Monte Vesúvio em 79 d.C., várias inscrições mostram que os Umbricii se estabeleceram em outras partes da Itália, incluindo outras cidades da Campânia, Lácio, e Etrúria.

## Membros
- Marcus Umbricius M. f., um dos sacerdotes de Júpiter na ilha de Ortygia em Acaia no final do século II a.C.[4]
- Quintus Umbricius Q. f. Flaccus, enterrado em Nomentum no Lácio, em um sepulcro familiar construído por Titus Titius Tappo, datando da era de Augusto.[5]
- Publius Umbricius Rufus, um dos pontífices em Sutrium na Etrúria durante o final do século I a.C., ou a primeira metade do século I d.C. Ele foi escolhido no lugar de Lucius Plotius Cipoll[ius?] e posteriormente substituído por Marcus Aponius Celsus.[6]
- Umbricia L. l. Helena, uma liberta mencionada em uma inscrição de Roma, datando da primeira metade do século I, junto com Lucius Saenius Faustus.[7]
- Umbricia Philaenis, inumada em um cinerário de Clusium na Etrúria, datando da primeira metade do século I.[8]
- Aulus Umbricius Scaurus, um fabricante de garum, liquamen,[i] e muria[ii] em Pompéia na Campânia durante a parte média do século I. Sua oficina empregava vários libertos, incluindo Umbricius Abascantus, Umbricius Agathopus, Umbricia Fortunata, e pelo menos um escravo, Eutyche. Ele pode ter sido o pai do duumvir Scaurus.[9]
- Aulus Umbricius Abascantus, um liberto empregado na fábrica de garum de Aulus Umbricius Scaurus em Pompéia em meados do século I d.C.[10]
- Umbricius Agathopus, um liberto empregado na fábrica de garum de Aulus Umbricius Scaurus em Pompéia no meio do século I.[11]
- Umbricia Fortunata, uma liberta empregada na fábrica de garum de Aulus Umbricius Scaurus em Pompéia no meio do século I.[12]
- Aulus Umbricius Modestus, mencionado em várias inscrições de Pompéia.[13]
- Umbricius Pos[...], mencionado em uma inscrição sepulcral do meio do século I de Mutina na Gália Cisalpina.[14]
- Umbricia Restituta, construiu um túmulo em Roma, datando da segunda metade do século I, para seus filhos, Auxetus e Saturninus.[15]
- Umbricia, a escrava de Antiochis, mencionada em duas inscrições de Pompéia, datando de 56 d.C.[16]
- Umbricia Januaria, mencionada em uma inscrição de Pompéia, datando de 56 d.C.[17]
- Gaius Umbricius C. f. Melior, um arúspice empregado pelos imperadores. Ele avisou Galba sobre uma conspiração contra ele em 69 d.C. Ele foi enterrado em Tarento na Calábria, em um túmulo construído às custas públicas, datando da Dinastia Flaviana.[18][19][20][21][22]
- Gaius Umbricius Melior, talvez um homem diferente do arúspice, inumado em Roma em um cinerário datando da Dinastia Flaviana, dedicado por Sostrates Philomusus.[23]
- Lucius Umbricius Priscus, fez uma oferta a Sol em Roma, de acordo com uma inscrição datando da segunda metade do século I.[24]
- Gaius Umbricius Veientanus, construiu um sepulcro em Roma, datando entre 60 e 80 d.C., para si mesmo, sua esposa, Umbricia Delphis, e seus filhos, Veiento e Umbricia Dido.[25]
- Umbricia Delphis, enterrada em Roma em um sepulcro datando entre 60 e 80 d.C., construído por seu marido, Gaius Umbricius Veientanus, para si mesmo, sua esposa, e seus filhos, Veiento e Umbricia Dido.[25]
- (Gaius Umbricius) C. f. Veiento, um jovem enterrado em Roma, com doze anos, em um sepulcro construído por seu pai, Gaius Umbricius Veientanus, para si mesmo, sua esposa, Umbricia Delphis, e seus filhos, Veiento e Umbricia Dido, datando entre 60 e 80 d.C.[25]
- Umbricia C. f. Dido, enterrada em Roma, com vinte anos, em um sepulcro construído por seu pai, Gaius Umbricius Veientanus, para si mesmo, sua esposa, Umbricia Delphis, e seus filhos, Veiento e Dido, datando entre 60 e 80 d.C.[25]
- Aulus Umbricius A. f. Scaurus, um dos duumvirs de Pompéia, onde foi enterrado circa 74 ou 75 d.C., em um túmulo construído parcialmente às custas públicas, com uma estátua equestre, dedicada por seu pai,[iii] Aulus Umbricius Scaurus.[26]
- Lucius Umbricius Priscus, fez uma oferta no primeiro ou segundo século em Roma.[27]
- Lucius Umbricius Secundus, um dos seviri Augustales, enterrado em Bonônia na Gália Cisalpina, em um túmulo do primeiro ou segundo século dedicado por Nymphodotus.[28]
- Umbricius, um amigo de Juvenal, que, desiludido com Roma, se mudou para Cumas na Campânia.[29][30]
- Umbricia Pia, enterrada em Roma, em um túmulo construído por seu patrono, Umbricia Severa, datando entre a metade do primeiro século e a metade do segundo.[31]
- Umbricia Severa, construiu um túmulo em Roma para sua cliente, Umbricia Pia, datando entre a metade do primeiro século e a metade do segundo.[31]
- Aulus Umbricius A. l. Successus, um liberto enterrado em Puteoli na Campânia, em um túmulo construído por seus libertos e clientes, Onesiphorus, Agathangelus, e Acutus, datando do final do primeiro século, ou da primeira metade do segundo.[32]
- Umbricia Hedia, enterrada em Roma, em um sepulcro datando entre a metade do primeiro século e o final do segundo, construído por sua amiga, Cusinia Hygia, para ela mesma, seu marido, Aulus Fulvius Clymenus, e Hedia.[33]
- Gaius Umbricius Pantagatus, um liberto, e anteriormente o escravo nascido em casa de Clodia Fortuna, foi enterrado em Roma, com quinze anos, cinco meses, treze dias, e dez horas, em um túmulo datando entre a metade do primeiro século e o final do segundo.[34]
- Aulus Umbricius Probus, dedicou um túmulo em Roma, datando entre a metade do primeiro século e o final do segundo, para seu irmão, Aulus Umbricius Sedatus.[35]
- Aulus Umbricius Sedatus, um soldado na décima segunda coorte urbana, que serviu na centúria de Egnatius, foi enterrado em Roma, com dezoito anos, tendo servido por onze meses, em um túmulo construído por seu irmão, Aulus Umbricius Probus, datando entre a metade do primeiro século e o final do segundo.[35]
- Quintus Umbricius Proculus, provavelmente um homem diferente do governador Proculus, foi um dos duumvirs em Florentia na Etrúria durante o início ou a parte média do século II.[36]
- Aulus Umbricius Magnus, junto com sua esposa, Clodia Felicitas, dedicou um túmulo do século II em Puteoli para sua filha, Umbricia Justa.[37]
- Umbricia A. f. Justa, uma jovem enterrada em Puteoli, em um túmulo do século II construído por seus pais, Aulus Umbricius Magnus e Clodia Felicitas.[37]
- Lucius Umbricius Clemens, talvez um centurião primipilo, construiu um túmulo do século II no local da moderna Sinalunga na Etrúria para seu parente, Gaius Umbricius Celer.[38]
- Gaius Umbricius L. f. Celer, um nativo de Arretium na Etrúria, foi um eques, ou cavaleiro, na nona coorte da guarda pretoriana, servindo na centúria de Cominius. Ele foi enterrado no local da moderna Sinalunga, com quarenta anos, tendo servido por dezesseis anos, em um túmulo do século II construído por Lucius Umbricius Clemens.[38]
- Quintus Umbricius Proculus, governador de Hispânia Citerior em algum momento do século II, foi enterrado em Tarraco.[39][40][1]
- Umbricia Matronica, enterrada em um sepulcro do século II em Roma, junto com Antistia Fortunata e Quintus Minicius. De acordo com a inscrição, seu marido, Apolaustus, foi permitido o uso de sua propriedade, mas se alguém vendesse o túmulo, vinte mil sestércios deveriam ser pagos às Virgens Vestais.[41][42]
- Umbricia Pyramis, enterrada no local da moderna Sinalunga, em um túmulo do século II construído por seu marido.[43]
- Umbricia Severa, talvez a esposa do liberto Gaius Umbricius Venustus, foi enterrada em Roma em um sepulcro do século II construído por Venustus para si mesmo, Umbricia, e Valeria Prisca.[44]
- Umbricia, uma matrona romana banida por Adriano por um período de cinco anos, porque tratou seus escravos com crueldade injustificada.[45][46]
- Aulus Umbricius Lupus, enterrado em Puteoli, com vinte anos, dez dias, em um túmulo dedicado por seus pais, Sallustia Restuta e Lupus, datando do século II, ou da parte inicial do terceiro.[47]
- Sextus Umbricius, um soldado mencionado em uma inscrição de Roma, datando da segunda metade do século II.[48]
- Gaius Umbricius Alco, o pai de Umbricia Alce, homenageado pela cidade de Ferentium na Etrúria, de acordo com uma inscrição pertencente à segunda metade do século II, ou ao primeiro quarto do terceiro.[49]
- Umbricia C. f. Alce, homenageada pela cidade de Ferêncio, em memória de seu pai, Gaius Umbricius Alco, de acordo com uma inscrição pertencente à segunda metade do século II, ou ao primeiro quarto do terceiro.[49]
- Umbricia Ammias, junto com seu marido, Marcus Aurelius Alexander, um liberto do imperador, construiu um túmulo do final do século II em Roma para seu filho, Marcus Aurelius Myro, e filha, Aurelia Monnina, com dezoito anos.[50]
- Umbricia Bassa, a esposa de Titus Aelius Antipater, um procurator Augusti, com quem fez uma oferta a Júpiter, Sol Invictus, e Sarapis em Sentinum, entre a metade do século II e a metade do século III.[51]
- Quintus Umbricius Nemesius, um soldado na quinta coorte dos vigiles em Roma em 205 d.C. Ele serviu na centúria de Rufinus.[52]
- Umbricia Maxima, fez uma oferta à Magna Mater em Apulum na Dácia, datando entre a metade do século II e o final do século III.[53]
- Umbricius Vitalius, um dos veteranos decurions dos regimentos auxiliares Gallica e I Thracum Mauretana, nomeado em uma inscrição do Egito em 199 d.C.[54]
- Umbricia Maxima, dedicou um túmulo do século III em Roma para sua filha, Lusania Maxima, com vinte e seis anos, oito meses, e dezessete dias.[55]
- Umbricius Rufinus, enterrado em Cirta na Númidia, junto com seu filho, Umbricius Rufus, em um túmulo datando da parte média do século III.[56]
- Umbricia Tatias, enterrada em Roma, em um sarcófago datando da segunda metade do século III.[57]
- Umbricia Abundantia, junto com seu genro, Crispinus, construiu um túmulo em Interamna Nahars na Úmbria para sua filha, Nervinia Euresia, com cerca de vinte e nove anos, enterrada no sexto dia antes das Calendas de Março[iv], 386 d.C.[58]

### Umbricii sem data
- Umbricia, mencionada em uma inscrição de Roma, acusando alguém de roubo.[59]
- Umbricius, mencionado em várias inscrições de cerâmica de Mutina.[60]
- Umbricius, mencionado em várias inscrições de Canusium na Apúlia.[61]
- Lucius Umbricius, um oleiro cujos produtos foram encontrados na Gália Cisalpina, Aquitânia, Bélgica, Etrúria, e África Proconsularis.[62][63]
- Quintus Umbricius Q. (f.), mencionado em uma inscrição de Truentum em Piceno.[64]
- Umbricius Aemilianus, um prefeito na terceira coorte dos vigiles em Óstia no Lácio.[65]
- Umbricia Bassa, enterrada em Roma, em um túmulo dedicado por Lucius Mammius Apsyrtus.[66]
- Gaius Umbricius C. f. Canso, enterrado em Florentia, junto com sua esposa, Volturnia Tertulla, em um túmulo construído por um decreto dos decurions da cidade.[67]
- Lucius Umbricius Carpus, construiu um túmulo em Roma para Apate.[68]
- Gaius Umbricius Fortunatus, enterrado em Roma, junto com Umbricia Procula, talvez sua esposa.[69]
- Sextus Umbricius Sex. f. Fortunatus, enterrado em Thugga na África Proconsularis, com dezoito anos.[70]
- Aulus Umbricius Gallus, enterrado em Thibilis na Númidia, com quarenta e cinco anos.[71]
- Marcus Umbricius M. l. Hilarus, um liberto de Aeclanum em Samnium, enterrado em Narbo em Gália Narbonense.[72]
- Marcus Umbricius C. l. Menoma, um liberto mencionado em uma inscrição de Clusium.[73]
- Gaius Umbricius Philologus, um oleiro cujos produtos foram encontrados em Ariminum, Arretium, Clusium, Cártago na África Proconsularis, e vários locais na Aquitânia.[74][75]
- Umbricia Pia, enterrada em Roma em um túmulo construído por pelo menos um de seus filhos.[76]
- Umbricia Procula, enterrada em Roma, junto com Gaius Umbricius Fortunatus, talvez seu marido.[69]
- Umbricia Restuta, construiu um túmulo em Roma para seu filho, Restutus, com nove anos, seis meses.[77]